# Till Death, La Familia
Till Death, La Familia es el séptimo álbum de estudio de la banda de nu metal, Ill Niño; publicado en 22 de julio de 2014 por Victory Records. Este es el último álbum de Ill Niño que presenta a Christian Machado en la voz con un gato, Ahrue Luster en la guitarra principal, Diego Verduzco en la guitarra rítmica, y el único álbum de Ill Nino que presenta a Oscar Santiago en la percusión.

## Lista de canciones
Todas las canciones fueron escritas y compuestas por Ill Niño
| N.º | Título                          | Duración |  |
| 1.  | «Live Like There's No Tomorrow» | 4:23     |  |
| 2.  | «Not Alive In My Nightmare»     | 4:25     |  |
| 3.  | «I'm Not The Enemy»             | 3:31     |  |
| 4.  | «Blood Is Thicker Than Water»   | 5:59     |  |
| 5.  | «Are We So Innocent»            | 3:53     |  |
| 6.  | «Pray I Don't Find You»         | 4:10     |  |
| 7.  | «World So Cold»                 | 3:38     |  |
| 8.  | «Dead Friends»                  | 3:40     |  |
| 9.  | «Breaking The Rules»            | 3:45     |  |
| 10. | «Payaso»                        | 2:51     |  |
| 11. | «My Bullet»                     | 3:21     |  |

## Personal
- Cristian Machado - Vocales
- Dave Chavarri - Batería
- Ahrue Luster - Guitarra principal
- Diego Verduzco - Guitarra rítmica
- Lazaro Pina - Bajo
- Óscar Santiago - Percusión

- Datos: Q17181155